# Banda & Voz
Banda e Voz é uma banda brasileira de música cristã contemporânea, cuja principal influência é a black music americana, com influências de soul e funk.
O conjunto tornou-se notório com o seu primeiro disco, lançado em 1985, mas expandiu sua popularidade em 1988 com o disco Falando de Vida, cuja faixa-título, de autoria do então vocalista do Rebanhão, Carlinhos Felix, foi gravada, com sua participação.
O grupo já está há mais de trinta anos ativa no meio protestante, lançando discos por várias gravadoras. Um de seus vocalistas, Natan Brito, gravou três discos solo e produziu vários cantores nos anos 90. Beno César, notório compositor da cena evangélica, foi baixista e um dos intérpretes da banda, em seus primeiros anos.
Em 2008, o grupo lançou o disco Nossa História, em comemoração dos mais de 20 anos de carreira, recebendo um disco de ouro simbólico por mais de cinquenta mil cópias vendidas.
Em 2015, Joyce Brito, uma das vocalistas, tecladista e esposa de Natan Brito, morreu de câncer.

## Integrantes
- Natan Brito (vocal)
- Aurora Brito (vocal)

## Discografia
- 1985 - Opções
- 1987 - A Paz é Possível - (Pioneira)
- 1988 - Falando de vida - (Bompastor)
- 1989 - Ao Vivo - (Bompastor)
- 1990 - Ao Vivo Vol.2 - (Bompastor)
- 1990 - Segredo - (Bompastor)
- 1992 - Pra Falar de Amor - (Line Records)
- 1994 - Que Solidão, Que Nada - (MK Publicitá)
- 1996 - A escolha é sua - (MK Publicitá)
- 1998 - Ah! Eu sou de Cristo - (MK Publicitá)
- 2000 - Corinhos Inesquecíveis Vol. 1 - (MK Publicitá)
- 2001 - Corinhos Inesquecíveis Vol. 2 - (MK Publicitá)
- 2005 - Ao Primeiro Amor  - (Graça Music)
- 2008 - Nossa História  - (Graça Music) (Gravado também em DVD)
- 2011 - Família - (Graça Music)